# Merlín
Merlín es el nombre de un mago legendario que vivió, presuntamente, en Britania durante el siglo V. Es una de las figuras centrales del ciclo artúrico. 
Su biografía tradicional lo representa como un hombre nacido de una relación entre una mujer y un demonio, de quien heredó una gran inteligencia y los dones de la profecía y la metamorfosis. Fuentes posteriores lo colocan también como mentor
y consejero del Rey Arturo.

## Biografía
La historia de Merlín está repleta de misterios y como su vida está relatada principalmente por obras literarias, o de poco valor histórico, se hace difícil señalar la fecha exacta de su nacimiento o de su muerte. 
Según algunas leyendas, Merlín fue engendrado por un demonio, un espíritu corrupto que se unió ilícitamente a una monja. En algunas obras la madre de Merlín no es una monja, sino la hija célibe de un rey menor de Gales del Sur, aunque también se menciona a una bruja del bosque. Otras versiones sugieren que Merlín fue concebido por su madre sin ninguna intervención masculina. Finalmente, otros creen que lo engendró la fuerza mágica de la antigüedad. Por otro lado, en la versión de Godofredo de Monmouth, Merlín, llamado Myrddin Wyllt (en galés: “el silvestre”) y Myrddin Emrys (“Ambrosio”) fue identificado con Ambrosio Aureliano, hermano mayor de Uther Pendragon, y por lo tanto, tío de Arturo.
En todo caso, parece ser que Merlín fue creado al principio para atraer a los humanos al lado oscuro que toda persona guarda, pero al crecer decidió hacer precisamente lo contrario: se convirtió en guía espiritual de su época, y en consejero de diferentes reyes, como el usurpador Vortigern, Ambrosio Aureliano, Uther Pendragon y el rey Arturo de Camelot.

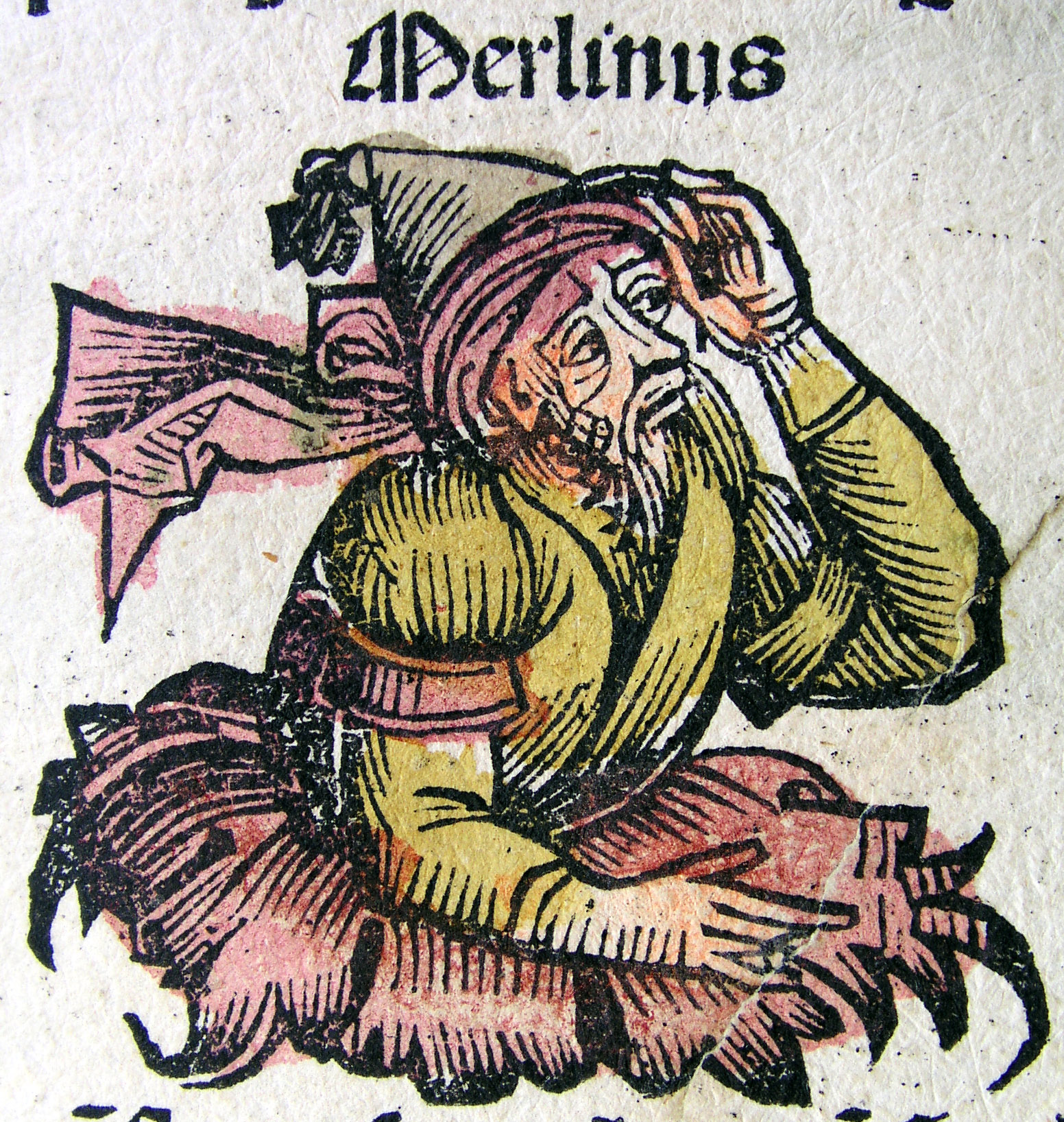
Ilustración en Las Crónicas de Núremberg (1493).

Se considera a Merlín el mago más poderoso de la epopeya artúrica. Según se cuenta en las diferentes obras literarias que lo tienen de protagonista, era capaz de hablar con los animales, de cambiar de forma, de hacerse invisible, y también de controlar el clima y los elementos, aunque estas habilidades las empleaba con sumo cuidado para no enfurecer a la naturaleza, la «diosa más poderosa». En la novela medieval Lancelot y Ginebra se contaba de él lo siguiente: "Conocía la esencia de todas las cosas, su transformación y su renovación, conocía el secreto del Sol y de la Luna, las leyes que rigen el curso de las estrellas en el firmamento; las imágenes mágicas de las nubes y el aire; los misterios del mar. Conocía los demonios que envían sueños bajo la Luna. Comprendía el grito áspero de la corneja, el volar cantarín de los cisnes, la resurrección del fénix. Podía interpretar el vuelo de los cuervos, el rumbo de los peces y las ideas ciegas de los hombres, y predecía todas las cosas que sucedían después". 
Se decía que Merlín tenía contactos con las hadas, los gnomos, e incluso con los dragones; se le considera el único hombre que se ganó el respeto y la admiración de estos monstruos, no solo por su bondad y sabiduría sino por sus dotes artísticos (fue un maestro de la poesía y la literatura). 
Acabó sus días en el bosque de Brocelianda (Bretaña), donde fue recluido en un árbol por su compañera Nimue, la Dama del Lago. Markale interpreta el mito de la prisión merlínica en el bosque como el símbolo de la unión cósmica entre el hombre y la naturaleza. Otras versiones mencionan que la celda en que fue recluido fue una cueva, y otras, una jaula de cristal. Según se cuenta, allí está todavía, esperando que alguien lo libere.

## Leyenda del rey Arturo

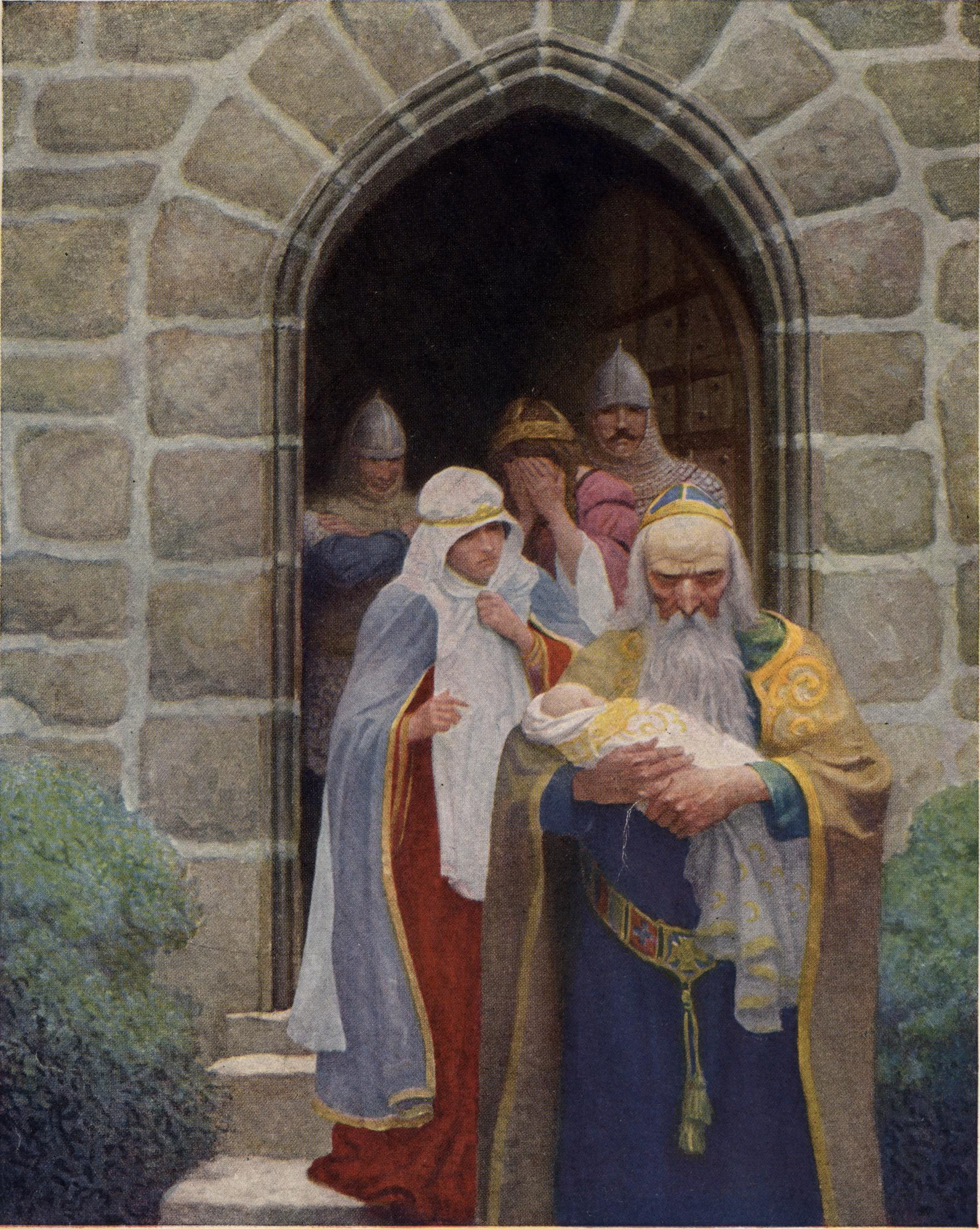
Merlín llevándose a Arturo, tal como le hizo prometer a Uther cuando este naciera.

### Nacimiento de Arturo
Se dice que solo gracias a Merlín pudo Arturo reinar tan sabiamente sobre Camelot. Lo que sí es cierto es que Merlín fue un gran ejemplo y fuente de sabiduría para Arturo. 
Su relación con Arturo comenzó tan pronto como nació este. Uther Pendragon, Gran Rey de Britania, se enamoró locamente de Lady Igraine cuando esta acudió a su castillo acompañando a su esposo, Gorlois, duque de Tintagel. Uther comenzó a obsesionarse con la hermosa dama, hasta que Gorlois decidió llevarla al castillo de Tintagel y encerrarla ahí, lejos del rey. Uther pidió ayuda a Merlín, que le proporcionó un brebaje que cambiaría su aspecto: sería idéntico a Gorlois, y podría entrar en Tintagel y acostarse con la duquesa, mientras el auténtico duque estaba peleando en el castillo de Dimilioc. Cuando Uther abandonó el castillo, Merlín le hizo prometer que le daría al niño que nacería de aquella noche de pasión. A la mañana siguiente, el duque Gorlois fue muerto en combate, de modo que Uther e Igraine pudieron casarse. El rey acogió a la viuda en su castillo, y con ella a las dos hijas (en otras versiones son tres) que Igraine y Gorlois habían tenido. Cuando nació Arturo, Uther recordó la promesa hecha al brujo. Merlín sacó al pequeño Arturo del castillo de su padre y lo llevó con Sir Héctor, quien lo crio como hijo suyo junto con Sir Kay.

### Rey Arturo
Cuando el rey Uther murió, muchos reyes menores, como Lot de Orkney, el rey Uriens de Gorre o sir Pellinore se disputaban el trono de Britania. Por aquel entonces, Arturo tenía dieciséis o diecisiete años. Merlín lo llevó a un sitio donde se hallaba una espada mágica, llamada Excalibur; se decía que quien sacara esa espada de la piedra sería por derecho rey de Inglaterra, sumida por entonces en el caos. 
Arturo fue el único capaz de sacar la espada, y, más tarde o más temprano, los reyes menores lo reconocieron como Gran Rey; después de ello fundó la ciudad de Camelot. Se dice que Merlín tenía intención de volver al bosque donde vivía pero, finalmente, debió regresar a Camelot para guiar a su discípulo en sus deberes reales.
Uno de los asuntos en los que Merlín debió ayudar a Arturo fue el nacimiento de Mordred: unos días antes de sacar la espada de la roca, Arturo llegó a Londres con Kay y sir Héctor, y se enamoró de una hermosísima joven llamada Morgana, que era la mujer del rey Uriens. Arturo y ella se citaron en secreto y pasaron la noche juntos. Morgana no sabía que Arturo era el hijo de Uther, y Arturo no sabía que Morgana era hija de Gorlois e Igraine, es decir, su media hermana. Nadie supo de esto, excepto Merlín. Cuando Arturo se convirtió en rey, Merlín le predijo que el hijo que había engendrado con Morgana lo destruiría (según otras versiones Arturo tuvo a Mordred con otra media hermana, Morgause). El rey hizo que se dejasen a todos los niños nacidos el primero de mayo en un bote a la deriva, pero Mordred se salvó, aunque él no lo supo hasta mucho después.
Cuando Arturo se quiso casar con Ginebra, Merlín le aconsejó lo contrario, y le dijo que se merecía una esposa mejor y más leal, pero Arturo estaba locamente enamorado de ella, y la hizo Gran Reina de Britania.

### El fin de Merlín
Cuando Merlín era bastante anciano, conoció a una joven muy hermosa llamada Nimue. Era hija del rey de Northumberland, y Merlín perdió la cabeza por ella. Le comenzó a enseñar encantamientos muy poderosos a cambio de que se convirtiera en su amante. Incluso le edificó un palacio en el fondo de un lago y le dio el nombre de Dama del Lago. Con el tiempo la joven Nimue empezó a temerle, puesto que era hijo de un demonio, y le preguntó el hechizo para atrapar a un hombre. Merlín se lo confesó, y la joven hechicera lo aprisionó para siempre en una prisión de cristal, o según otras versiones, en una roca o en un árbol, del que Merlín no podía salir, pero ella podía entrar y salir cuando quisiera.

## El Merlín histórico

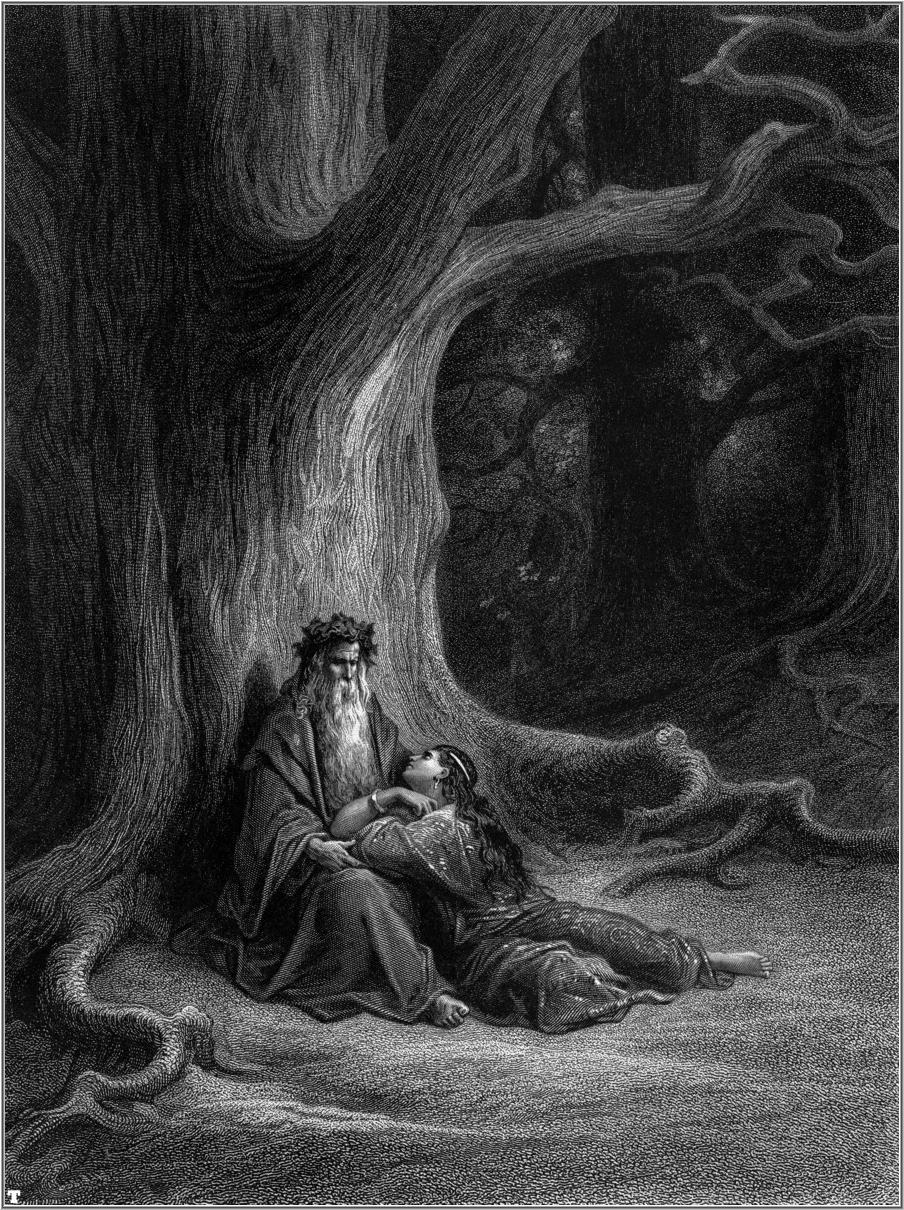
Ilustración de la obra de Lord Alfred Tennyson Idilios del rey, de Gustave Doré, 1868.

Según el especialista bretón Jean Markale, Merlín es una figura polifacética que personifica diferentes arquetipos del mundo mítico celta, como el druida, el bardo, el hombre salvaje, el chamán y el profeta. 
La leyenda de Merlín viene de dos fuentes históricas fundamentales: la tradición de Lailoken y la historia de Ambrosio el Niño. 
Lailoken era un bardo y poeta que vivía en Strathclyde (suroeste de Escocia), y era un importante consejero del rey bretón Gwenddoleu. Cuando su señor fue derrotado y muerto en la batalla de Arfderydd (actual Arthuret) en el año 574, se sumergió en la locura y abandonó la civilización. Huyó a los bosques de Celidón, donde pasó tres días sollozando y allí se dedicó a profetizar en compañía de un lobo. Así relata la tradición su historia:

Lloró durante tres días y rechazó todo alimento, ¡así de grande era el dolor que le consumía! Fuera de sí, alzó su voz en el aire y tras ello, sin ser visto, huyó a los bosques. Así es como hizo su entrada en Celidón y era feliz de vivir entre los fresnos, y se asombró al ver a los animales salvajes viviendo en los claros. Bien pronto dejó de temerlos y comenzó a frecuentarlos. Se alimentaba de plantas silvestres y de sus raíces, gustaba de los frutos de los arbustos. Se convirtió en un iniciado de los bosques.

La leyenda de Lailoken fue transportada a Gales, donde el personaje tomó el nombre de Myrddin. Se trata de un mito pancéltico que está presente también en Irlanda, lugar en el que los ciclos mitológicos recogen la historia del bardo Suibhne.
La otra fuente del mito lo constituye la figura de Ambrosio el Niño, quien profetizó en la fortaleza de Dinas Emrys la victoria del dragón blanco (que representaba a los sajones) sobre el dragón rojo (emblema de los Pendragon y aún hoy símbolo nacional galés). Cabe aclarar que el Ambrosio histórico nada tuvo que ver con el rey Arturo, y que fue en realidad Godofredo de Monmouth quien pone esas palabras en su boca.
La forma actual del nombre Merlín fue fijada por el cronista galés Godofredo de Monmouth, que alteró el original galés para evitar resonancias con el francés merde ("mierda").

## Merlín en la literatura
Algunas obras donde aparece o se habla sobre Merlín
Ficción
(por orden cronológico de publicación)
- Historia Brittonum, de Nennio (fines del s. VIII). (Primera referencia escrita sobre Merlín)
- Mabinogion, de Taliesin. (Romances galeses medievales)
- Y Gododdin, de Aneirin.
- Historia regum britanniae (c. 1135), Godofredo de Monmouth. (Primera asociación de Merlín con Arturo)
- Vita Merlini (c. 1150), Godofredo de Monmouth.
- La muerte del rey Arturo (c. 1230), anónimo.
- Merlin (1230-50), de Robert de Boron. En verso.
- El mago Merlín, de Robert de Boron. En prosa. (Adaptación al género caballeresco)
- Percival, de Robert de Boron.
- Vulgata artúrica (1316), anónimo británico.
- La muerte de Arturo (1485), de Thomas Malory.
- El baladro del sabio Merlín (1498), anónimo español.
- Idilios del rey (1859), de Alfred Tennyson.
- Un yanqui en la corte del rey Arturo (1889), de Mark Twain.
- Esa horrible fortaleza (Trilogía Espacial 3) (1945), de C. S. Lewis. Merlín aparece como personaje de esta trilogía de ciencia ficción.
- Merlín e familia, Álvaro Cunqueiro
- La cueva de cristal, Las colinas huecas y El último encantamiento, trilogía de Mary Stewart
- Los hechos del rey Arturo y sus nobles caballeros (1976), de John Steinbeck.
- Las nieblas de Avalon (1983), de Marion Zimmer Bradley.
- "La granja", noveleta incluida en Historias de hadas para adultos (1986), y la novela Fábulas de una abuela extraterrestre (1988), de Daína Chaviano.
- En distintos libros de la saga de Harry Potter suele mostrárselo como el más grande hechicero de la historia y se hace referencia a un grado honorífico para los magos llamado la "Orden de Merlín"; siendo el mismo Albus Dumbledore distinguido con la Orden de Merlín Primera Clase. J. K. Rowling, autora de la saga, estableció en el sitio web oficial Pottermore que Merlín había asistido a Hogwarts, y que había sido seleccionado en Slytherin.
- James Potter y la encrucijada de los mayores, de G. Norman Lippert.
- James Potter y la maldición del guardián, de G. Norman Lippert.
- La chica del embarcadero, de G. Nornam Lippert.
- La última legión, de Valerio Massimo Manfredi
- Ciclo Pendragón, de Stephen R. Lawhead
- El caballero de la armadura oxidada, de Robert Fisher.
- Esencia oscura, de Tim Powers
- Cuentos de Merlín, de Néstor Barron. (Se trata de uno de los pocos libros en español basado en las leyendas originales de la Bretaña francesa).
- Merlin (1993), historieta guionizada por Robin Wood y dibujada por Enrique Alcatena
- Jonathan Strange y el señor Norrell (2004), de Susanna Clarke.
- Artorius (2006), de César Vidal.
- Merlín, el mago de los reyes (novela), de Franco Vaccarini, Buenos Aires, Pictus, 2010.
- Profecía de Merlín (trilogía: Batalla de Reyes, Muerte de un Imperio y Red de Traiciones), de M. K. Hume.
- Los secretos del inmortal Nicolas Flamel, saga de fantasía (2007-2013) compuesta por seis libros, escrita por Michael Scott, en la cual el personaje Gilgamesh da indicios de haber sido conocido también durante su inmortal existencia como Merlín.
- El Gigante Enterrado (2015), de Kazuo Ishiguro.

Divulgación
- Breve diccionario artúrico, Carlos Alvar.
- Historia y leyenda del Rey Arturo, de Roberto Rosapini Reynolds.
- La muerte de Merlín (1985) (poesía), de Giovanni Quessep (Colombia).

## Merlín en el cine y televisión

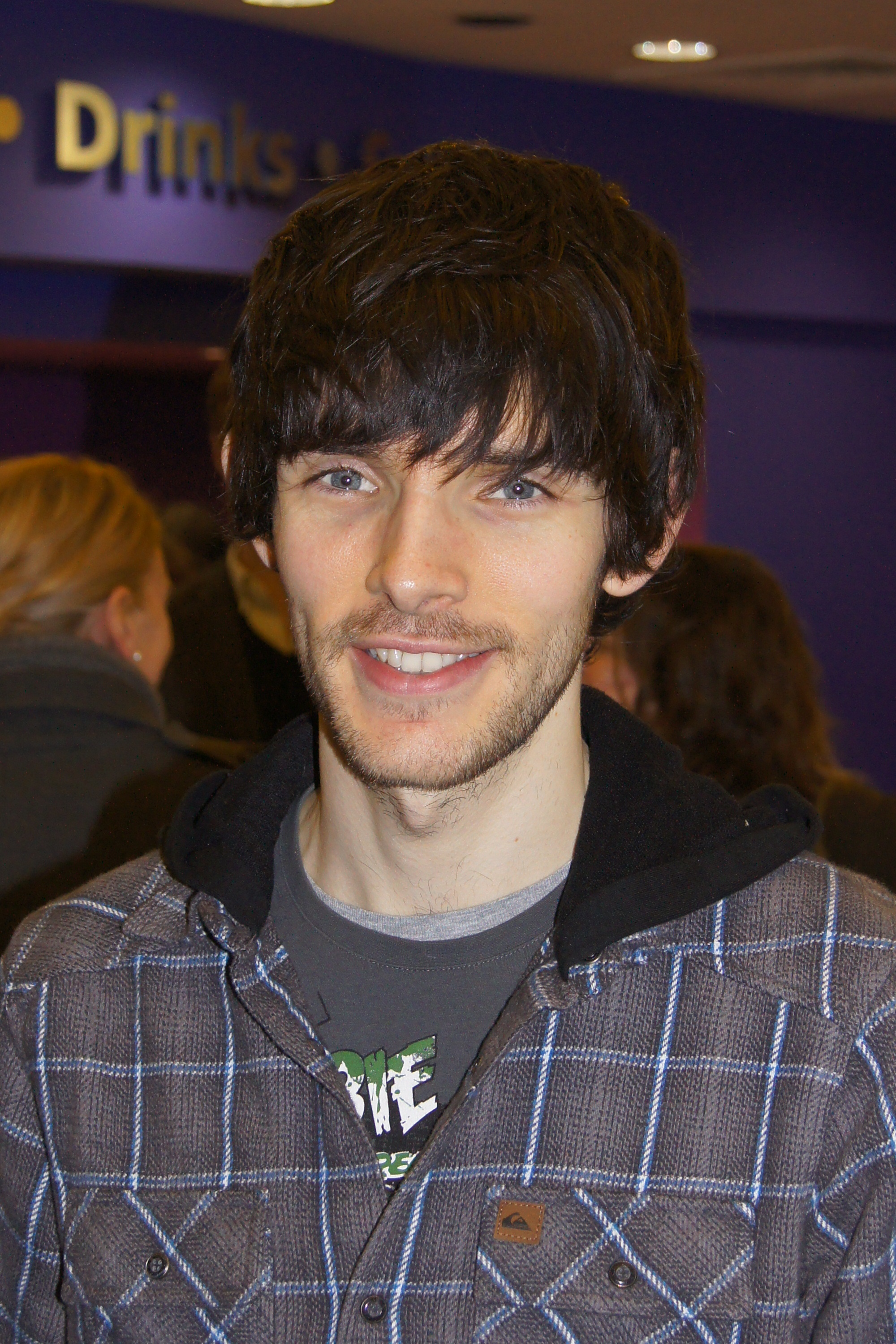
Colin Morgan, intérprete de Merlín en la exitosa serie británica Merlín (2008-2012), la cual narra la juventud del mago Merlín y su relación con el príncipe Arturo.

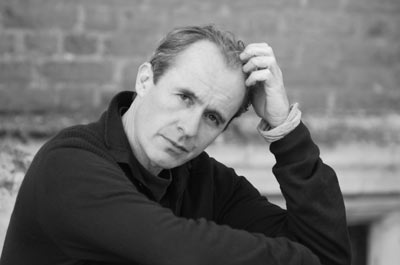
Stephen Dillane, intérprete de Merlín en la película de 2004 El rey Arturo: La verdadera historia que inspiró la leyenda.

Merlín aparece en muchas películas y series de tema artúrico
- En la miniserie en dos capítulos Merlín, el actor Sam Neill interpreta al hechicero. La serie modifica algunos aspectos de la leyenda: así es la Reina Mab, la señora de las hadas, su peor enemiga, en vez de Morgana, que solo tiene un papel secundario.
- En Los caballeros del rey Arturo, película de 1953 basada en la novela La muerte de Arturo, de sir Thomas Malory, Merlín es interpretado por Felix Aylmer y se lo representa como un sabio erudito y no como un mago.
- En Camelot, una película musical de 1967, Merlín es interpretado por Laurence Naismith.
- En la película de dibujos animados La espada en la piedra (Merlín el encantador), producida por Walt Disney en 1963, también aparece Merlín, y se relatan las aventuras de la infancia del rey Arturo bajo la tutela del famoso mago.
- La película Excalibur (1981) cuenta la leyenda del rey Arturo, basada en la obra de Sir Thomas Malory La muerte de Arturo. El año de su estreno en Estados Unidos obtuvo 34 millones de dólares en taquilla, siendo la decimoctava película más taquillera del año en ese país. Esta película, dirigida por John Boorman, fue protagonizada por Nigel Terry (rey Arturo), Helen Mirren (Morgana), Nicol Williamson (Merlín) y Nicholas Clay (Lancelot), entre otros. El reparto tenía el atractivo adicional de contar con actores que años después se convirtieron en estrellas internacionales, como Patrick Stewart (como el rey Leodegrance), Gabriel Byrne (Uther Pendragon) y Liam Neeson (Sir Gawain).
- Merlin, también conocida en Latinoamérica como Las aventuras de Merlin, es una serie británica del año 2008, la cual se transmitió hasta 2012. Esta serie se centra en la juventud del mago Merlín y en su relación con el príncipe Arturo, aunque difiere significativamente de las versiones tradicionales del mito, como que Merlín tenga la misma edad que Arturo. Producida por la BBC, la serie cuenta con cinco temporadas. La serie fue protagonizada por Colin Morgan (Merlín), Bradley James (Arturo), Katie McGrath (Morgana), Anthony Head (rey Uther Pendragon), Richard Wilson (Gaius), Angel Coulby (Guinevere o Gwen), entre otros.
- La película El rey Arturo: La verdadera historia que inspiró la leyenda (2004), dirigida por Antoine Fuqua, muestra a un Merlín interpretado por Stephen Dillane, compartiendo reparto con Clive Owen (Arturo), Keira Knightley (Ginebra) e Ioan Gruffudd (Lancelot), entre otros.
- La última legión (The Last Legion), un filme inglés de 2007 dirigido por Doug Lefler, narra la historia de la espada Excálibur, supuestamente forjada en Britania para Julio César y cómo el joven emperador Rómulo Augústulo, destronado por los bárbaros, con la ayuda de varias personas (Merlín, un general romano, etcétera), consigue recuperarla y llegar a Inglaterra, donde se convierte en el padre del rey Arturo.
- Las Nieblas de Avalón es una miniserie filmada en 2001, inspirada en la novela homónima de 1982, de la escritora estadounidense Marion Zimmer Bradley.
- La película El aprendiz de brujo, filmada en 2009, presenta un Merlín anciano con un gran poder.
- Camelot es una serie de televisión de 2011 coproducida por la cadena de televisión Starz, protagonizada por Joseph Fiennes como Merlín, Jamie Campbell Bower como Arturo y Eva Green como Morgana, entre otros actores principales.
- Nanatsu no Taizai es una serie de anime japonesa, ambientada en una Britania mitológica antigua. En esta historia Merlín es una mujer hechicera miembro de los Siete Pecados Capitales, representada por el pecado de la gula.
- En la famosa serie Once Upon a Time, de la cadena ABC, Merlín toma importancia en la segunda parte de la cuarta temporada y primera mitad de la quinta temporada. En la serie se cuenta que Merlín obtuvo sus poderes por beber del Santo Grial y tiene que ser liberado por la prisión en la que Nimue lo atrapó.
- En la serie clásica de los años sesenta El túnel del tiempo, hay un episodio titulado "Merlín, el mago", en el que el famoso hechicero convoca deliberadamente a su época a Tony y Douglas, los viajeros en el tiempo, para ayudar al joven Arturo en su lucha para recuperar su castillo en poder de los vikingos.
- En la película Transformers: el último caballero (2017), dirigida por Michael Bay, Merlín obtiene un báculo de un Caballero de Cybertron, que maneja el poder máximo y él tiene el Gestalt Knight Dragonstorm para ayudar a Merlín.
- En la famosa serie de novelas Fate, y el juego Fate/Grand Order, de Type Moon, Merlín, llamado el "mago de las flores", forma parte de los caballeros de la mesa redonda y es considerado como uno de los tres candidatos al título de "Grand Caster" junto a Gilgamesh y Salomón, siendo este último el poseedor del título.
- En la serie animada de Netflix Trollhunters: Tales of Arcadia Merlín es el creador del amuleto mágico del protagonista. El actor David Bradley, quien le da voz al personaje, repitió este personaje en la serie Wizards: Tales of Arcadia.
- En la serie de Netflix Maldita, de 2020, Merlín es interpretado por Gustaf Skarsgård.
- Merlín aparece en la película Nacido para ser rey.